# Bill Williams (actor)
Bill Williams (21 de mayo de 1915 – 21 de septiembre de 1992) fue un actor cinematográfico y televisivo estadounidense, conocido sobre todo por su papel en el show televisivo de la década de 1950 The Adventures of Kit Carson.

## Carrera
Su verdadero nombre era Herman August Wilhelm Katt, y nació en el barrio de Brooklyn, en la ciudad de Nueva York, siendo sus padres unos inmigrantes de origen alemán. Criado en Nueva York, se hacía llamar William H. Katt. Alto y de complexión atlética, Williams llegó a ser nadador profesional, actuando en espectáculos acuáticos. Durante la Segunda Guerra Mundial se alistó en el Ejército de los Estados Unidos, pero fue licenciado antes del final de la contienda, haciéndose entonces actor. Su debut en el cine llegó con The Blue Room en 1944, utilizando ya el nombre artístico de Bill Williams.
Tras actuar en diez filmes, Williams tuvo la oportunidad de trabajar en la serie The Adventures of Kit Carson. El show contó con 104 episodios emitidos entre 1951 y 1955. En 1957 trabajó junto a Betty White  en la producción televisiva Date with the Angels. Posteriormente Williams encarnó al agente federal Martin Flaharty en The Scarface Mob (1959), programa piloto de la serie Los Intocables. En la serie, sin embargo, su papel fue para Jerry Paris. 
En 1958 Williams decidió no protagonizar Sea Hunt pensando que un show de ambiente subacuático no daría un buen resultado televisivo. Lloyd Bridges aceptó el papel, y la producción acabó siendo un éxito. Williams después hizo el papel de un antiguo hombre rana de la Armada en Assignment: Underwater, programa que solo se mantuvo durante una temporada. En la serie Perry Mason Williams interpretó papeles variados, y en la misma su esposa trabajó junto a Raymond Burr. Además, hizo diferentes papeles televisivos como artista invitado y, antes de retirarse a inicios de la década de 1980, participó en cintas de ciencia ficción de bajo presupuesto.

## Vida personal
Williams se casó con la actriz Barbara Hale en 1946. Se habían conocido durante el rodaje de West of the Pecos y tuvieron dos hijas, Jodi y Juanita, y un hijo, el actor William Katt.
Bill Williams falleció a causa de un tumor cerebral en 1992 en Burbank, California. Tenía 77 años de edad. Fue enterrado en el Cementerio Forest Lawn Memorial Park de Hollywood Hills.
Por su contribución a la industria televisiva, a Bill Williams se le concedió una estrella en el Paseo de la Fama de Hollywood, en el 6145 de Hollywood Boulevard.

## Actuaciones

### Protagonista de su propia serie televisiva
- The Adventures of Kit Carson (1951–1955), como Kit Carson, 103 episodios
- Date with the Angels (1957–1958), como Gus Angel, 33 episodios
- Assignment: Underwater (1960–1961), como Bill Greer, 11 episodios

### Actuaciones múltiples en series televisivas
- Schlitz Playhouse of the Stars

Well of Anger (1955)
Angels in the Sky (1956)
- Science Fiction Theatre

The Hastings Secret (1955), como Bill Twining
Project 44 (1956), como el doctor Arnold Bryan
The Mind Machine (1956), como el doctor Alan Cathcart
Jupitron (1956), como el doctor John Barlow
Killer Tree (1957), como Paul Cameron
- Walt Disney's Wonderful World of Color

Texas John Slaughter:
The Man From Bitter Creek (1959), como Paul
The Slaughter Trail (1959), como Paul
Gallagher Goes West
Tragedy on the Trail (1967), como Joe Carlson
Trial by Terror (1967), como Joe Carlson
Chester, Yesterday’s Horse (1973), como Ben Kincaid
The Flight of the Grey Wolf, Parts 1 and 2 (1976), como el sheriff
- The Millionaire

The Kathy Munson Story (1956), como Donald Abbott
Millionaire Martha Halloran (1959), como Clint Halloran
- Westinghouse Desilu Playhouse

The Untouchables, Parts 1 and 2 (1959), como Martin Flaherty
- Perry Mason

The Case of the Crippled Cougar (1962), como Mike Preston
The Case of the Bluffing Blast (1963), como Floyd Grant
The Case of the Murderous Mermaid (1965), como Charles Shaw
The Case of the 12th Wildcat (1965), como Burt Payne
- Batman

Fine Finny Fiends (1966)
 Multimillionaire-Batman Makes the Scenes (1966)
- Lassie

Climb the Mountain Slowly (1964), como Vince
Lassie and the Buffalo (1966), como Jed Bingham
- The F.B.I.

The Runaways (1968), como David Warren
The Lost Man (1974), como Crawford
- Ironside

Nightmare Trip (1972), como el teniente Dacker
The Rolling Y (1975), como el sheriff Callahan
- Adam-12

Pick-Up (1971), como William Taylor
Routine Patrol: The Drugstore Cowboys (1974), como Fred Wheeler
- The Rookies

Three Hours to Kill (1973), como el capitán Fin Whitfield
Get Ryker (1973), como el capitán Fin Whitfield
Something Less Than a Man (1974), como el capitán Johnson
- La mujer policía (1974)

The End Game (1974), como el teniente Graumann
Sarah Who? (1976), como capitán

### Actuaciones aisladas en series
- Adventures in Jazz (1949), presentador
- The Bigelow Theatre, Make Your Bed (1951)
- Dragnet, The Big Pug (1954)
- The Red Skelton Show, Deadeye vs. The Lone Ranger (1955), como Kit Carson
- Studio 57, Young Couples Only (1955), como Rick Thompson
- Damon Runyon Theater, Miracle Jones (1956), como Andy Gubbins
- M Squad, Girl Lost (1958), como Jerry Langdon
- Yancy Derringer, Ticket to Natchez (1958), como Duke Winslow
- General Electric Theater, The Flying Wife (1959), como Stewart Davidson
- Bachelor Father, East Meets West (1959), como Rock Randall
- Men into Space, Asteroid (1959), como el doctor Stacy Croydon
- Laramie, Man of God (1959)
- The Investigators, New Sound For the Blues (1961)
- Intriga en Hawái, Location Shooting (1962), como Norman Ayres
- Lawman, Get Out of Town (1962)
- Target: The Corruptors!, Goodbye Children (1962), como Walter Parker
- 77 Sunset Strip, The Snow Job Caper (1962), como Steve Moran
- Law of the Lawless (1964), como Silas Miller
- Rawhide, The Lost Herd (1964)
- The Wild Wild West, Night of the Casual Killer (1965), como el marshal Kirby
- Dragnet 1967, The Big Frustration (1967), como el sargento Bill Riddle
- Daniel Boone, The Spanish Horse (1967)
- Insight, A Thousand Red Flowers (1969), como Pop
- Marcus Welby, M.D., To Carry the Sun in a Golden Cup (1970), como Lynch
- O'Hara, U.S. Treasury, Operation Smokescreen (1972), como Willoughby
- Emergency!, Body Language (1973), como Pete
- Dusty's Trail, Then There Were Seven (1973), como el s-heriff
- Gunsmoke, Talbott (1973), como Red
- The Streets of San Francisco, The Unicorn (1973), como Burt Logan
- The Quest, Seminole Negro Indian Scouts (1976)
- B. J. and the Bear, Odyssey of the Shady Truth (1979), como Seth
- 240-Robert, Stuntman (1979), como Harry Phillips

### Cine
- King Kong (1933)
- Murder in the Blue Room (1944), como Larry Dearden
- He Forgot to Remember to Forget (1944), como Mac, el policía
- Thirty Seconds Over Tokyo (1944), como Bud Felton
- Zombies on Broadway (1945), como marinero/contrabandista
- Those Endearing Young Charms (1945), como Jerry
- The Body Snatcher (1945), como Survis, estudiante de medicina
- Back to Bataan (1945)
- West of the Pecos (1945), como Tex Evans, guardia
- Johnny Angel (1945), como Big Sailor
- Sing Your Way Home (1945), como un oficial
- Deadline at Dawn (1946), como Alex Winkley
- Till the End of Time (1946), como Perry Kincheloe
- A Likely Story (1947), como Bill Baker
- A Woman's Secret (1949), como Lee Crenshaw
- The Stratton Story (1949), como Eddie Dibson
- The Clay Pigeon (1949), como Jim Fletcher
- Fighting Man of the Plains (1949), como el marshal Johnny Tancred
- A Dangerous Profession (1949), como Claude Brackett
- Blue Grass of Kentucky (1950), como Lin McIvor
- Operation Haylift (1950), como Bill Masters
- The Cariboo Trail (1950), como Mike Evans
- Rookie Fireman (1950), como Joe Blake
- California Passage (1950), como Bob Martin
- Blue Blood (1951), como Bill Manning
- The Great Missouri Raid (1951),como Jim Younger
- The Last Outpost (1951), como el sargento Tucker
- Havana Rose (1951), como Tex Thompson
- Rose of Cimmaron (1952), como George Newcomb
- The Pace That Thrills (1952), como Richard L. 'Dusty' Weston
- Son of Paleface (1952), como Kirk
- Torpedo Alley (1952), como el teniente Tom Graham
- Racing Blood (1954), como Tex
- Outlaw’s Daughter (1954), como Jess Raidley
- Hell's Horizon (1955), como Paul Jenkins
- Apache Ambush (1955), como James Kingston
- Wiretapper (1955), como Jim Vaus Jr.
- The Wild Dakotas (1956), como Jim Henry
- The Broken Star (1956), como ayudante del marshal Bill Gentry
- The Halliday Brand (1957), como Clay Halliday
- The Storm Rider (1957), como el sheriff Pete Colton
- Pawnee (1957), como Matt Delaney
- Slim Carter (1957), como Frank Hanneman
- Space Master X-7 (1958), como John Hand
- Legion of the Doomed (1958), como el teniente Smith
- Alaska Passage (1959), como Al Graham
- A Dog’s Best Friend (1959), como Wesley 'Wes' Thurman
- Oklahoma Territory (1960), como Temple Houston
- Hell to Eternity (1960), como Leonard
- The Sergeant Was a Lady (1961), como el coronel House
- Tickle Me (1965), como el ayudante Sturdivant
- A Letter to Nancy (1965), como George Reed
- The Hallelujah Trail (1965), como el teniente Brady
- Space Flight IC-1: An Adventure in Space (1965), como el capitán Mead Ralston
- Buckskin (1968), como Frank Cody
- Lady Godiva Rides (1969)
- Río Lobo (1970), como el sheriff Pat Cronin
- Scandalous John (1971), como el sheriff Hart
- The Phantom of Hollywood (1974), como Fogel
- The Giant Spider Invasion (1975), como Dutch
- Moon Over the Alley (1976), como Sherry
- 69 Minutes (1977)
- A Fire in the Sky (1978), como Dale Turner
- Apocalipsis caníbal (1981)
- Goldie and the Boxer Go To Hollywood (1981), como Cowboy Bob